# Citroën M35
La M35 è un'autovettura sperimentale prodotta dalla Casa automobilistica Citroën dal 1969 al 1971.

## Profilo
La M35 fu un'autovettura sperimentale, derivata dalla Ami 8 di normale serie, utilizzata dalla Casa francese per testare la bontà del motore rotativo Wankel. 
Sul corpo vettura della piccola berlina, trasformata in coupé dalla carrozzeria Heuliez, venne infatti installato un 
monorotore di 497,5cm³ da 49cv di potenza. 
La carrozzeria si differenziava dalla Ami 8 di serie oltre che per le 2 sole porte, per tutta una serie di modifiche: padiglione più basso e rastremato, frontale modificato, interni inediti.
Dopo una piccola preserie di 6 unità, venne avviata, presso gli stabilimenti Heuliez, la produzione di una piccola serie di esemplari che la Citroën intendeva assegnare direttamente ad una serie di clienti affezionati che dovevano, in pratica, fungere da collaudatori.
La Casa transalpina, infatti, credeva molto nelle potenzialità del motore Wankel, tanto che nel 1967, in joint-venture con NSU, aveva fondato la Comotor, un'azienda destinata a produrre motori rotativi per le due Case.
Tuttavia, nonostante la curiosità sollevata dal tipo di propulsore, la componente di maggiore interesse e importanza tecnica era rappresentata dal nuovo sistema di sospensioni idropneumatiche di tipo economico, messo a punto da Paul Magès e, in seguito, montato sul modello "GS".
Dei 500 esemplari di M35 previsti in origine ne vennero assemblati, tra il 1969 ed il 1971 solamente 267, a causa dei costi di produzioni elevatissimi. I clienti selezionati per la sperimentazione, inoltre, s'impegnavano a non vendere l'autovettura, che doveva, al termine della sperimentazione stessa, essere restituita alla casa madre.
Durante i test il Wankel evidenziò alcune luci (rendimento doppio rispetto ad un motore a scoppio convenzionale, elevato rapporto tra cilindrata e prestazioni: la M35 raggiungeva i 144 km/h) e molte ombre: consumi molto elevati (sia in termini di carburante che di lubrificante), scarsa elasticità di marcia, virtuale assenza di freno motore e, soprattutto, modesta affidabilità.
Il problema dell'affidabilità, in effetti, era preoccupante: la maggior parte dei rotori della M35 non erano in grado di superare i 60.000 km di percorrenza e molti cedevano dopo appena 30.000.
Il vantaggio teorico del rendimento era poi mortificato dal Fisco che, al fine della tassazione, raddoppiava la cilindrata dei motori rotativi. In Francia (ma anche in Italia), ad esempio, la M35 era tassata come una 1100 cm³.
Nonostante i problemi evidenziati dalla sperimentazione e le difficoltà incontrate dalla stessa NSU Ro80 (entrata in produzione nel 1968), la Citroèn volle proseguire ugualmente nello sviluppo dei motori Wankel.
La M35, i cui ultimi esemplari vennero ultimati e consegnati nel corso del 1971, servì da banco di prova per la produzione della GS Birotor (prima ed unica Citroen con motore rotativo prodotta in serie) e per la realizzazione di alcuni esemplari di un elicottero a rotore Wankel.
La M35 è, come detto, stata prodotta in soli 267 esemplari marchiati e numerati (curioso come la numerazione abbia comunque superato le 1000 unità); ad oggi ne rimangono pochissimi: ciò ne fa una delle Citroën storiche più apprezzate e ricercate.